# هواکره نخستین
هواکره نخستین (به انگلیسی: Primary atmosphere) یا جَو اولیهٔ یک سیاره، هواکرهای است که در دوران شکل گیری خورشید آن سیاره، به وسیلهٔ قرص برافزایشی پدید آمده و از به‌هم پیوستن توده‌های گازهای گوناگون در آن دوران به‌جا مانده‌است. سیاره‌هایی مانند مُشتَری و کِیوان دارای هواکرهٔ نخستین هستند. هواکره‌های نخستین در مقایسه با هواکرهٔ دوم مانند اتمسفر نازک کرهٔ زمین، بسیار پرمایه‌تر هستند. جو اولیه در سیاره‌های خاکی پس از پیدایش سیاره؛ در اثر گرداننده‌های دیگر مانند دمای سطح سیاره، جرم اتم‌ها، و سرعت گریز سیاره، از دست رفته‌اند.